# Volîțea, Fastiv
Volîțea (în ucraineană Волиця) este o comună în raionul Fastiv, regiunea Kiev, Ucraina, formată numai din satul de reședință.

## Demografie
Componența lingvistică a comunei Volîțea
     Ucraineană (96,17%)
     Rusă (2,76%)
     Alte limbi (0,3%)
Conform recensământului din 2001, majoritatea populației comunei Volîțea era vorbitoare de ucraineană (96,17%), existând în minoritate și vorbitori de rusă (2,76%).